# Barry Goldwater
Barry Morris Goldwater (Phoenix (Arizona), 2 januari 1909 – Paradise Valley (Arizona), 29 mei 1998) was een Amerikaans politicus van de Republikeinse Partij.
Goldwater werd geboren in Phoenix in de tijd dat Arizona nog een Amerikaans geïncorporeerd territorium was. Zijn vader was van origine Joods, maar hij bekeerde zich tot het Episcopalisme om te kunnen trouwen met zijn geliefde. Goldwater was eigenaar van een goedlopend warenhuis en de familie was tamelijk welvarend. Tijdens de Tweede Wereldoorlog diende hij in het Amerikaans leger.
Politiek gezien was Goldwater een onafhankelijk conservatief. Als inspirerend voorbeeld noemde hij Ayn Rand, maar toen ze hem tijdens zijn presidentscampagne in 1964 een tekst toestuurde, weigerde hij deze uit te spreken. Hij begon zijn loopbaan als een hervormingsgezinde Democraat in een tijd dat de zuidelijke Democraten de rechterzijde van de Amerikaanse politiek representeerden. Hij was tijdens zijn vijf termijnen als senator voor Arizona een vriend van communistenjager Joseph McCarthy, maar later ook van senator John F. Kennedy. Aan diens opvolger als president, Lyndon B. Johnson, had hij evenwel een grondige hekel, evenals overigens aan de latere president Richard Nixon, die hij omschreef als het meest oneerlijke individu dat hij in zijn hele leven ontmoet had.
Goldwater begon zijn politieke carrière in 1949, toen hij voor het eerst werd gekozen in de Senaat. In 1964 stelde hij zich niet herkiesbaar, om in plaats daarvan mee te dingen naar het presidentschap. In juli werd hij door de Republikeinen kandidaat gesteld voor het presidentschap, als tegenstander van president Johnson. Het werd voor de Republikeinen de grootste nederlaag sinds 1936 toen Alf Landon van Franklin Delano Roosevelt verloor. Hij vergaarde weliswaar 38% van de stemmen, maar dat leverde hem uiteindelijk slechts een overwinning op in vijf staten, waaronder zijn thuisstaat Arizona. Na deze nederlaag diende hij nog meerdere termijnen in de Senaat.
Goldwater zette zich vanaf de jaren '80  steeds meer af tegen de christelijke conservatieven die binnen de Republikeinse Partij aan invloed wonnen. Zo vond hij dat zaken als abortus en euthanasie niet aan overheidsregulering onderhevig zouden moeten zijn en was hij tegen het verbod dat in het leger gold op homoseksualiteit. Ook vond hij dat de Republikeinen er verkeerd aan deden om president Clinton te vervolgen voor de zogenaamde Whitewater-affaire.
Barry Goldwater kreeg op het einde van zijn leven Alzheimer en overleed op 89-jarige leeftijd.
- Bibsys: 90163939
- Biblioteca Nacional de España: XX1258225
- Bibliothèque nationale de France: cb120189916 (data)
- Catàleg d'autoritats de noms i títols de Catalunya: 981058511087206706
- CiNii: DA00564185
- Gemeinsame Normdatei: 118696246
- International Standard Name Identifier: 0000 0001 0924 2100
- Library of Congress Control Number: n79144788
- MusicBrainz: 698f4816-6a1b-4c38-a6e8-fd97f346f329
- National Archives and Records Administration: 10581730
- Bibliotheek van het Japanse parlement: 00522041
- Nationale Bibliotheek van Tsjechië: jn20031104013
- Nationale bibliotheek van Australië: 35132257
- Nationale Bibliotheek van Israël: 987007578600405171
- Nationale Bibliotheek van Polen: a0000003426315
- Nationale en Universitaire bibliotheek Zagreb: 000171819
- Nederlandse Thesaurus van Auteursnamen: 07051254X
- PIC: 279782
- Réseau des bibliothèques de Suisse occidentale: 02-A003306426
- SNAC: w64v77vf
- Système universitaire de documentation: 030467667
- Trove: 836380
- Biographical Directory of the United States Congress: G000267
- Virtual International Authority File: 91568132
- WorldCat: E39PBJbtwvmVJdbmBv69jxWhpP